# Millburn
El municipio de Millburn (en inglés: Millburn Township) es un municipio ubicado en el condado de Essex en el estado estadounidense de Nueva Jersey. En el año 2010 tenía una población de 20.149 habitantes y una densidad poblacional de 787,07 personas por km².

## Geografía
El municipio de Millburn se encuentra ubicado en las coordenadas 40°44′2″N 74°19′13″O / 40.73389, -74.32028.

## Demografía
Según la Oficina del Censo en 2000 los ingresos medios por hogar en el municipio eran de $130,848 y los ingresos medios por familia eran $158,888. Los hombres tenían unos ingresos medios de $100,000 frente a los $51,603 para las mujeres. La renta per cápita para la localidad era de $76,796. Alrededor del 1.5% de la población estaba por debajo del umbral de pobreza.